# جاده ئی۷۶۲ اروپا
جاده ئی۷۶۲ اروپا (به انگلیسی: European route E762) یکی از جاده‌های درجه ۲ قاره اروپا است.
این جاده از شهر سارایوو (بوسنی و هرزگوین) شروع شده و در شهر پودگوریتسا (مونته‌نگرو) و در مرز کشور آلبانی به پایان می‌رسد.